# 上海馬戯城駅
上海馬戯城駅（シャンハイばぎじょう-えき）は、中華人民共和国上海市静安区共和新路に位置する上海軌道交通1号線の駅。「馬戯」とは中国語でサーカスという意味である。

## 駅構造
- 島式ホーム1面2線を有する地下駅。ホームドアは設置されているが、後から設置されたものである。

## 駅周辺
- 上海大学延長路校区
- 上海サーカスワールド
- 大寧霊石公園

## 歴史
- 2004年12月28日 - 1号線が開業。

## 隣の駅
上海軌道交通
■1号線
延長路駅 - 上海馬戯城駅 - 汶水路駅